# 葉巒 (景泰進士)
葉巒（1418年—？），字峻甫，福建興化府莆田縣人，匠籍，明朝政治人物。同進士出身。

## 生平
正統十二年（1447年）福建鄉試福建鄉試第三十七名。景泰二年（1451年）辛未科會試第六十三名，殿試登進士第三甲第一百一十八名。

## 家族
曾祖葉希貢。祖父葉良正。